# Обі-Ван Кенобі
Обі-Ван Кенобі (англ. Obi-Wan «Ben» Kenobi) — вигадана особа, персонаж саги Зоряних війн. Один з найвідоміших та помітних героїв шести фільмів. В оригінальній трилогії Обі-Ван є майстром-джедаєм як другорядний персонаж, а його роль виконує англійський актор Алек Гіннесс. У пізніше випущеній трилогії-приквелі молодша версія персонажа виступає в ролі одного з двох головних героїв поряд з Енакіном Скайвокером, і його зображує шотландський актор Юен МакҐреґор. В оригінальній трилогії він є наставником Люка Скайвокера, якого він знайомить з методами джедаїв. Пожертвувавши собою в дуелі проти Дарта Вейдера, Обі-Ван веде Люка через Силу в його боротьбі проти Галактичної Імперії. У трилогії-приквелі, дія якої відбувається двома десятиліттями раніше, він спочатку є падаваном (учнем) майстра-джедая Квай-Ґона Джинна, а пізніше наставником і другом батька Люка Енакіна, який потрапляє на темну сторону Сили і стає Вейдером. Персонаж ненадовго з'являється в трилогії сиквела як безтілесний голос, який розмовляє з головною героїнею Рей. Він часто фігурує як головний герой у різних інших ЗМІ Зоряних воєн, включаючи телевізійний міні-серіал «Обі-Ван Кенобі», в якому МакҐреґор повторює роль.
Виконання ролі Гіннеса в ролі Обі-Вана в оригінальному фільмі «Зоряні війни» (1977) принесло йому номінацію на «Оскар» за найкращу чоловічу роль другого плану, єдину акторську номінацію у фільмі «Зоряні війни». Гра МакҐреґора як персонажа в приквелах також отримала похвалу, і вважається однією з найяскравіших моментів трилогії. Гіннесс отримав премію «Сатурн» за найкращу чоловічу роль другого плану за роль у фільмі «Нова надія», а МакҐреґор був номінований на цю ж категорію 20 років потому за роль у фільмі «Примарна загроза».

## Біографія
Обі-Ван Кенобі народився на Стьюджоні. Орден Джедаїв високо оцінив його чутливість до сили і забрав хлопця із рідного світу в Храм Джедаїв на галактичну столичну планету Корускант, де почалося його навчання. Хоча Кенобі мало що пам'ятав про життя з родиною на Стьюджоні, деякі спогади у нього все ж були, такі як споживання фруктів із братом Оуеном на трав'янистій планеті. Після початкової стадії навчання Рада Джедаїв дозволила Кенобі вряди-годи відвідувати сім'ю на Стьюджоні.
Був учнем магістра Йоди, однак потім став падаваном Квай-Ґон Джинна. Разом з Квай-Ґон Джинном він виконував місії та подорожував галактикою. 32 ДБЯ Обі-Ван стає лицарем-джедаєм, і взяв у падавани Енакіна Скайвокера, про що розповідається у першій частині Зоряних війн.
У 32 ДБЯ Обі-Ван став першим джедаєм, який вперше приблизно за тисячу років завдав поразки лорду ситхів, перемігши Дарта Мола під час Другої битви за Тід.
Був майстром третьої форми, Соресу, в бою на світлових мечах. Кенобі бився в званні вищого генерала-джедая на стороні Галактичної Республіки протягом Воєн клонів, заробивши прізвисько «посередник» («парламентер»). Обі-Ван особисто поклав кінець загрозі в особі генерала Ґрівуса. Кенобі був одним з останніх членів Ради джедаїв за часів падіння Старої Республіки, а також одним з небагатьох джедаїв, які пережили наказ 66. Після дуелі зі своїм колишнім учнем на Мустафарі, Обі-Ван відправився у вигнання на Татуїн, щоб наглядати за підростаючим Люком Скайвокером.
У 0 ДБЯ він разом з Люком, Чубаккою і Ханом Соло проник на першу Зірку Смерті, де вдруге воював з Вейдером. Через деякий час після початку дуелі Обі-Ван з причин, відомих лише йому самому, припинив бій, піднявши свій меч, і закривши очі, фактично підставляючись під удар колишнього учня. Але Вейдер не встиг його вдарити, бо Обі-Ван встиг розчинити своє тіло в Силі, залишивши свій розум і дух живими.
Він згодом з'являвся Люку Скайвокеру в неясних видіннях і в вигляді голосу, а кілька разів навіть в образі примари.

## Життєпис

### Ранні роки життя
Кенобі народився в 57 ДБЯ і був першим сином в сім'ї середнього достатку. Батьки погодилися віддати Обі-Вана Ордену, і його забрали на Корусант для навчання у джедаїв. Його рідна планета достеменно невідома, проте є інформація, що це Стьюджон. Згодом Кенобі згадував, що він смутно пам'ятає гри з його братом Оуеном. Можливо, Кенобі відвідував свою сім'ю вже після прийняття в Орден.

### Юнлінґ
«Виклик Квай-Ґона відчуваю в тобі я. Не повинен ти цього бажати»
 — Йода
До того, як стати падаваном Квай-Ґона Джина, Обі-Ван, будучи юнлінгом, навчався у Йоди, разом з іншими дітьми його віку. Бент Ейрін, Гарен Мульн і Квінлан Вос залишилися друзями Обі-Вана на все життя, а пізніше він навіть закохався в свою подругу Сірі Тачі. Інші падавани, такі, як Брук Чан і Аалто, стали змагатися з Обі-Ваном, а згодом перетворилися на ворогів. Згодом Кенобі став одним з тих, кого джедаї називали Старою гвардією. Вчителями фехтування Обі-Вана були Анунах Бондара та Цин Дралліг.
В юності Кенобі був зачарований машинами, будував моделі судів і навіть мріяв стати пілотом. Як не дивно, стаючи старше, він поступово почав зневажати польоти. Незважаючи на чудові навички пілотування, Кенобі продовжував стверджувати, що «польоти — це для дроїдів». Його здатність ремонтувати машини і перепрограмувати комп'ютери добре послужила йому в майбутньому, проте через свою здатність швидко навчатися Обі-Ван став зарозумілим і нетерплячим. Під чуйним керівництвом гранд-майстера Йоди з віком Кенобі все ж знову став стриманим і спокійним.

### Учень Квай-Ґон Джина
«Тобі ще багато чому належить навчитися, мій юний падаван.»
- Квай-Ґон Джинн
Незважаючи на успіхи в навчанні, Обі-Вана не взяв в учні жоден лицар-джедай. Обі-Вану було вже дванадцять років, а тих юнлінгів, кого не брали в учні до тринадцяти, відправляли в одне з відділень Корпуса Обслуговування Джедаїв. За два тижні до тринадцятиліття Кенобі, Храм відвідав майстер-джедай Квай-Ґон Джин, в надії знайти собі учня. Обі-Ван в цей час бився на дуелі з одним зі своїх конкурентів, Бруком Чаном, щоб привернути до себе увагу джедая. Кенобі боровся відважно, на межі виснаження. Остання атака була виконана настільки люто і запекло, що Квай-Ґон не захотів навчати хлопчика, вирішивши що це занадто небезпечно. Обі-Ван був посланий на планету Бендомір для роботи в Сільськогосподарському корпусі. За випадковим збігом Квай-Ґона послали із завданням на цю ж планету. Юнлінґ і майстер-джедай змушені були об'єднатися, щоб пережити цю місію, яка опинилася пасткою для Квай-Ґона, яку влаштував його колишній учень Ксанатос.

### Місія на Бендомірі
Джинн відправив Обі-Вана виконувати свої обов'язки в Сільськогосподарському корпусі, а в цей час сам Квай-Ґон запланував зустріч з Ксанатосом, але не як зі старим супротивником, а як з послом, щоб спробувати знайти угоду між «Далекими світами» і Бендоміром. Ксанатос же запланував саботувати їх зустріч і вбити Квай-Ґона. За допомогою Обі-Вана Квай-Ґон ще раз спробував покінчити з Ксанатосом. Він бився на дуелі зі своїм колишнім учнем, і хоча всі плани «Дальніх Світів» були зруйновані, Ксанатосу вдалося втекти. Під час конфлікту з Ксанатосом Квай-Ґон побачив нарешті справжній потенціал молодого Обі-Вана і взяв його в учні. Їхні стосунки на початку були напруженими, оскільки між ними постійно виникали розбіжності — Квай-Ґон був впертим і свавільним, в той час як Обі-Ван був більш практичним. Це тривало досить довго, щоб майстер і учень навчилися доповнювати один одного і перетворилися в дуже ефективних напарників.

## Появи

### Епізод І: Прихована загроза
На початку фільму 25-літній падаван Обі-Ван Кенобі та його вчитель джедай Квай-Ґон Джин, за наказом Канцлера були відправлені як представники Республіки на корабель Торгової Федерації. Невдовзі їхній корабель наказують знищити правителі Федерації. Слід додати, що торговці були під впливом таємничого лорда Сидіуса, котрого джедаї не могли виявити.
Обі-Вану та Квай-Ґону вдається вижити. Вони сховалися на одному з військових кораблів Федерації. Цей корабель летів на Набу, у складі наступальної армії дроїдів. Так як джедаїв не помітили, вони непомітно втекли з корабля. Незабаром падаван та вчитель визволяють з полону дроїдів королеву Падме Амідалу, яка правила Набу. Разом вони викрадають зореліт, однак через пошкодження, які отримав корабель, герої вимушені були зробити позапланову посадку на Татуїні.
На цій планеті Квай-Ґон знаходить хлопчика на ім'я Енакін Скайвокер. Енакін був рабом місцевого продавця. Джедай впевнений, що хлопчина і є тим самим «Обраним» із давнього пророцтва, який повинен відновити рівновагу Сили і знищити ситхів. Обі-Ван теж був надзвичайно вражений та здивований, коли за проханням свого вчителя виміряв кількість медіхлоріан в Енакіна. Однак спочатку падаван вважав, що Скайвокер не готовий до того, щоб стати джедаєм. Коли Квай-Ґон питає дозволу у Ради Джедаїв на навчання Енакіна, бо Обі-Ван вже був готовий стати джедаєм, Рада відмовила йому. За їхніми словами хлопець володіє Силою, проте в ньому ще багато страху, через який він може перейти на сторону ситхів. Розчарований цими словами, Квай-Ґон говорить, що буде навчати хлопця все одно.
Незабаром Обі-Ван, Квай-Ґон, а також Енакін, який полетів разом з ними, відправляються на Набу. Джедай та падаван допомагають бійцям Амідали звільнити палац. Однак незабаром Кенобі та його вчитель натикаються на воїна Ситха, Дарта Мола. Між ними зав'язується сутичка, в ході якої Дарт Мол смертельно ранить Квай-Ґона, а розлючений Обі-Ван вбиває переважаючого за силою Мола. Після цього Кенобі поспішає на допомогу вчителю. Помираючий наставник просить Кенобі навчити Енакіна Силі, після чого помирає.
Обі-Ван виконує прохання Квай-Ґон Джина. Він умовляє магістра Йоду дати йому право на навчання Енакіна. Йода вимушений погодитись, також він офіційно присвоює Обі-Вану Кенобі звання лицаря-джедая.

### Епізод ІІ: Атака клонів
Після подій «Епізоду І» минуло десять років. Джедай Обі-Ван Кенобі та його падаван Енакін Скайвокер отримують спільне завдання. Вони повинні захистити сенатора Падме Амідалу. Невдовзі на неї здійснюють замах, однак Енакін її рятує. Джедаї починають переслідування найманця. Коли вони його нарешті впіймали, але на їх очах його відразу ж вбив отруєним дротиком невідомий найманець, і як пізніше стало відомо, цим найманцем став Джанго Фет, мисливець за наживою і прототип всіх клонів Великої Армії Республіки.
Обі-Ван наказує Енакіну охороняти Падме, а сам тим часом розпочинає слідство, намагаючись знайти безпосереднього замовника вбивства сенатора.
Пізніше Енакін, Падме Амідала та Обі-Ван потрапляють в полон до графа Дуку, який став новим учнем Дарта Сидіуса. Коли їх вже збиралися вбити, на допомогу приходить Магістр Вінду, який прилетів з великим числом лицарів на майстрів Ордена Джедаїв. Однак дроїди змогли оточити джедаїв, коли разом з армією клонів прилетів Йода. Клони знищили дроїдів та забрали джедаїв, які вижили. Ця битва на планеті Джеонозіс стала початком Клонічних війн.
Тим часом Енакін та Падме закохуються одне в одного і таємно одружуються, про що знає лише Обі-Ван, адже джедаям заборонено одружуватися.

### Епізод ІІІ: Помста ситхів
В третій частині Зоряних війн Обі-Вану Кенобі 38 років (події відбуваються через три роки після другого фільму). Тепер Обі-Ван досвідчений генерал армії клонів та Магістр Ради джедаїв.
Кенобі та Енакін Скайвокер летять на Корускант, аби врятувати канлера Палпатина, якого викрав генерал Ґрівус. Канцлер знаходиться на кораблі сепаратистів.
Енакіну та Обі-Вану вдається прорватися всередину корабля та зіткнутися з графом Дуку. У ході короткої сутички граф силою відкидає Обі-Вана і той непритомніє. Скайвокер, побачивши це, з почуттям люті кидається на Дуку та відрубує йому обидві руки (в другій частині саме Дуку відрубав Енакіну руку), а потім за наказом Палпатина, який знаходиться поруч, вбиває Дуку.
Невдовзі Енакіна та Обі — Вана Кенобі спіймали дроїди та привели до генерала Ґрівуса, який командує силами сепаратистів. За допомогою дроїда R2-D2, що супроводжував джедаїв, Скайвокер та Обі-Ван знищують всю охорону Ґрівуса, після чого Генерал втікає на зорельоті.
Після прибуття Кенобі, Енакіна та Палпатина до столиці Республіки, Обі-Вану Кенобі Рада джедаїв наказує знищити генерала Ґрівуса, адже по смерті цього головнокомандуючого військами сепаратистів закінчиться і Війна клонів. Однак доки Кенобі розшукував Ґрівуса, Палпатін, який насправді і був володарем ситхів Дартом Сідіусом, скористався відсутністю наставника Енакіна і переманив останнього на Темну сторону сили. Енакін Скайвокер на довгий час, до VI Епізоду, став Дартом Вейдером.
Тим часом Обі-Ван Кенобі знищує генерала Ґрівуса. Їхня сутичка була довгою, адже генерала у свій час навчив джедайському мистецтву володіння Світловим мечем граф Дуку, до того ж Ґрівус намагався знову втекти.
Коли радісний Кенобі повертається до армії клонів на здоровій тварині, яку використовують у світі Зоряних війн, як транспорт пересування, клони, згідно з таємним наказом Палпатіна під номером 66, відкрили вогонь по Кенобі. Джедаю вдається вижити. Невдовзі він разом із Йодою прибуває до Храму джедаїв та вбиває там всіх клонів.
Йода та Обі-Ван з жахом бачать, що в храмі вбиті всі джедаї, навіть юнлінги (діти, які в майбутньому стануть джедаями). А найжахливіше те, що дітей знищив Дарт Вейдер, колишній учень Кенобі Енакін.
Йода наказує Обі-Вану вбити Вейдера, а сам тим часом буде вести двобій із Сидіусом.

### Епізод IV: Нова надія
В четвертій частині саги Обі-Ван кілька разів рятує вже юного Люка Скайвокера. Він вчить його основам джедайського мистецтва, проте закінчити навчання не встигає. На Зірці Смерті-1 його вбиває Дарт Вейдер.
В наступних двох епізодах він приходить до Люка як привид Сили. Коли Люк стає джедаєм, привид Обі-Вана, Йоди, а також і Енакіна Скайвокера, допомагали тому у відродженні Ордену джедаїв.

### Телебачення

#### Війни клонів
Обі-Ван Кенобі — головний герой анімаційного мікросеріалу «Зоряні війни: Війни клонів» та мультсеріалу CGI «Зоряні війни: Війни клонів», озвучений Джеймсом Арнольдом Тейлором. В обох серіях Обі-Ван є генералом у Війнах клонів, і він і Енакін (озвучений у кожній серії відповідно Метом Лукасом і Меттом Лантером) мають багато пригод, борючись із сепаратистами. За цей час дипломатичні здібності Обі-Вана принесли йому найменування «Переговорник» через його репутацію запобігання та припинення битв без використання зброї. Остання серія висвітлює його численні протистояння з генералом Ґрівусом, його ворожі стосунки з Темними джедаями Асадж Вентресс (озвучує Ніка Футтерман), його роман з герцогинею Сатін Крайз (озвучує Анна Ґрейвс) і повернення його старого ворога Дарта Мола.

#### Повстанці
У «Зоряні війни: Повстанці», дія якого відбувається за п'ять років до «Нової надії», Обі-Ван з'являється у вигляді голограми в пілотному епізоді «Іскра повстання». В епізоді 3 сезону «Visions and Voices» головний герой Езра Брідджер (озвучений Тейлором Греєм) виявляє, що Обі-Ван живий на Татуїні; Старий ворог Обі-Вана Дарт Мол також знаходить його. В епізоді «Сонця-близнюки» Обі-Ван знаходить Езру, коли той заблукав у пустелі, даючи йому зрозуміти, що Мол має намір використовувати його. У цей момент на них нападає Мол, і Обі-Ван спонукає Езру відступити. Обі-Ван смертельно ранить Мола під час останньої дуелі на світлових мечах; передсмертним подихом Мол запитує Обі-Вана, чи захищає він «Вибраного», і Обі-Ван відповідає, що захищає. Після смерті Мола Обі-Ван спостерігає за Люком Скайвокером здалеку.
У «Повстанцях» Обі-Вана озвучив Стівен Стентон, який замінив Джеймса Арнольда Тейлора. Творець повстанців Дейв Філоні, який працював з персонажем протягом усього періоду «Зоряних воєн: Війни клонів», сказав, що розглядав можливість попросити МакҐреґора повторити і озвучити роль. Проте в епізоді 2018 року був використаний голосовий запис покійного Алека Гіннеса в ролі Обі-Вана Кенобі.

#### Обі-Ван Кенобі
Юен МакГрегор збирається повторити свою роль майстра-джедая в Обі-Ван Кенобі, серіалі для Disney+, дію якого відбувається між кінцем трилогії-приквелу та початком оригінальної трилогії. Про це було офіційно анонсовано 23 серпня на виставці D23 Expo. МакҐреґор висловив полегшення з приводу анонсу проекту, «тому що протягом чотирьох років мені доводилося брехати людям про це», і заявив, що серіал складатиметься з шести годинних епізодів. Режисером серіалу та виконавчим продюсером буде Дебора Чоу разом із Хоссейном Аміні, який написав серіал. Серед інших виконавчих продюсерів — МакҐреґор, Кеннеді та Трейсі Сіворд. Під час Дня інвестора Disney 2020 було оголошено, що Гайден Крістенсен повернеться в ролі Дарта Вейдера в серіалі і що подія буде відбуватися через десять років після подій «Помсти ситхів». У березні 2021 року було оголошено, що зйомки розпочнуться в квітні, і що в акторський склад увійдуть Джоел Едгертон, Бонні Пісс, Кумейл Нанджіані, Індіра Варма, Руперт Френд, О'Ші Джексон-молодший, Сон Кан, Сімона Кессел і Бенні Сефді.

### Романи та комікси
Обі-Ван Кенобі ненадовго з'являється в романі «Темний учень» (2015), заснованому на незавершених епізодах «Війн клонів». Це конкретизує дружбу між ним і джедаєм-розбійником Квінланом Восом.
У новелізації «Останні джедаї» (2017), написаній Джейсоном Фраєм, Люк чує голос Обі-Вана, коли він стає єдиним із Силою, говорячи йому «відпустити».[джерело?]
Міні-серіал Marvel Comics із п'яти випусків «Обі-Ван і Енакін» зосереджується на головних героях між «Примарною загрозою» та «Атакою клонів». У серії коміксів «Зоряні війни» 2015 року Люк Скайвокер відправляється до покинутого будинку Обі-Вана на Татуїні і знаходить його щоденник, з якого розповідаються історії минулого Обі-Вана.
Обі-Ван також з'являється як головний герой у романі «Майстер і учень» (2019) Клаудії Ґрей, подій якого розгортається до подій «Примарної загрози». У книзі детально описані його стосунки зі своїм майстром-джедаєм Квай-Ґоном Джином.

### Легенди
Обі-Ван часто з'являється в розширеному всесвіті «Зоряних воєн» у коміксах і романах. У квітні 2014 року всі попередні роботи, окрім епізодичних фільмів і мультсеріалів «Війни клонів», Lucasfilm перейменували на «Легенди» та оголосили неканонічними для франшизи.

#### Новели
Життя Обі-Вана до «Примарної загрози» зображено переважно в серіалі Джуда Уотсона «Учень джедаїв», який розповідає про його пригоди в ролі падавана Квай-Ґона. Серед визначних подій у серіалі — боротьба з темними джедаями Ксанатос і відправлення в його першу самостійну місію. Серія «Квести джедаїв» Ватсона детально описує його пригоди з Енакіном за роки, що передували «Атаці клонів».
Героїзм Обі-Вана напередодні та під час Війн клонів зображено в таких романах, як «Вихідний політ», «Шторм, що наближається» та «Обман Цестуса».
Життя Обі-Вана між «Помстою ситхів» і «Новою надією» зображено переважно в серіалі Джуда Вотсона «Останній із серії джедаїв». Серіал розгортається приблизно через рік після падіння Республіки. Серіал розповідає про Обі-Вана, який шукає можливих тих, хто вижив під час Великої чистки джедаїв, зокрема колишнього суперника Енакіна, Феруса Оліна. У книгах також зображено Обі-Вана, який пристосовується до життя як відлюдник на Татуїні і тихо спостерігає за Люком. Він дізнається, що Вейдер все ще живий, побачивши його на Голонеті, офіційному джерелі новин галактики.
Обі-Ван з'являється в останньому розділі «Темного лорда: Повстання Дарта Вейдера», дія якого відбувається відразу після подій у «Помсти ситхів», де він дізнається, що Вейдер пережив їх дуель на Мустафарі.
Обі-Ван з'являється як привид Сили в багатьох романах після «Повернення джедая». У «Перемир'я в Бакурі» він з'являється Люку, щоб попередити його про загрозу, яку представляють ссі-руук; у «Загубленому місті джедаїв» він веде Люка до однойменного міста на Явіні IV; У «Спадкоємці імперії» він тим часом прощається з Люком, пояснюючи, що він повинен відмовитися від своєї духовної форми, щоб «перейти» на новий, вищий рівень свідомості. Перед розставанням Люк каже, що Обі-Ван був для нього як батько, а Обі-Ван відповідає, що любив Люка, як сина.
«Кенобі» — це роман «Легенди Зоряних воєн», який розповідає про перші дні самовигнання Обі-Вана Кенобі на пустельній планеті Татуїн після подій «Помсти ситхів». Його написав Джон Джексон Міллер і вперше опублікував Дель Рей у твердій обкладинці 27 серпня 2013 року. Перше видання в м'якій обкладинці було випущено 29 липня 2014 року і включає коротку оповідання Міллера «Інкоґніто».

#### Відео ігри
Обі-Ван Кенобі з'являється в кількох відеоіграх, зокрема:
- Disney Infinity 3.0
- Lego Star Wars III: The Clone Wars
- Lego Star Wars II: The Original Trilogy
- Lego Star Wars: The Complete Saga
- Lego Star Wars: The Video Game
- Lego Star Wars: The Force Awakens
- Lego Star Wars: The Skywalker Saga
- Star Wars Battlefront II[22][23]
- Star Wars: Battlefront: Renegade Squadron
- Star Wars Episode III: Revenge of the Sith
- Star Wars Jedi: Fallen Order
- Star Wars: Empire at War
- Star Wars: Jedi Power Battles
- Star Wars: Obi-Wan
- Star Wars: Renegade Squadron
- Star Wars: The Clone Wars – Jedi Alliance
- Star Wars: The Clone Wars – Lightsaber Duels
- Star Wars: The Force Unleashed
- Super Star Wars

#### Комікси
У випуску № 24 коміксу Marvel 1977 року «Зоряні війни» зображено Обі-Вана за часів Республіки.
У різних коміксах Dark Horse використовується Кенобі, у тому числі декілька, які діють під час Воєн клонів. У «Зоряних війнах: Республіка» (1998—2006) Обі-Ван бореться із сепаратистами під час Війн клонів. Серед інших відомих сюжетних ліній, його викрадає і катує Асадж Вентресс, перш ніж його врятує Енакін («Ненависть і страх»), і затримує зіпсованого майстра-джедая Квінлана Воса («Дредноути Ренділі»). Протягом усього серіалу він стає все більш обережним щодо планів Палпатіна щодо Республіки та його впливу на Енакіна.
У неканонічній історії «Старі рани», опублікованій у «Зоряних війнах: візіонери» (2005) і подій через кілька років після подій «Помсти ситхів», Обі-Ван протистоїть Дарту Молу на Татуїні, щоб захистити Люка. Дуель закінчується, коли Оуен Ларс стріляє і вбиває Мола; потім він попереджає Обі-Вана триматися подалі від свого племінника. Через Силу Обі-Ван запевняє Люка, що він буде поруч, коли буде потрібно.

## Культурний вплив
Журнал Mad пародіював оригінальний фільм під назвою Star Roars і включив персонажа на ім'я «Олді фон Молді», 97-річного сірого чоловіка, чий світловий меч працює на подовжувачі. Шанхайський нічний клуб, показаний на початку фільму «Індіана Джонс і Храм Суду», називається «Клуб Обі Ван» (Лукас написав і «Зоряні війни», і серіал про Індіана Джонса). Справжній бар/клуб під такою назвою існував у районі Сіхай у Пекіні, Китай, але закрився влітку 2010 року. Super Mario Bros. Super Show! епізод «Зоряна купа» (пародія на «Зоряні війни») також мав власну пародію на Обі-Вана під назвою «Обі-Ван Тоаді», а в сегменті живої дії «Zenned Out Mario» була пародія під назвою «Обі-Ван Каннолі». У серії Animaniacs 1998 року «Зоряні війни» (в якій підроблено «Зоряні війни») була показана Слэппі Білка, яка зображала пародію на Обі-Вана як «Slappy Wanna Nappy». В епізоді Сімейного хлопця «Блакитний урожай» Обі-Ван Кенобі пародіюється персонажем Гербертом. У короткометражному фільмі «Війни великих пальців» Обі-Ван пародіюється як персонаж «Обедуб Бенубі». У фільмі його повне ім'я — «Обедуб Скубі-Дубі Бенубі, найдурніше ім'я в галактиці». У пародії на «Зоряні війни» 1977 року «Апаратні війни» Обі-Ван пародіюється на персонажа «Огі Бен Доггі».
За роль Обі-Вана Кенобі Гіннесс отримав премію Оскар за найкращу чоловічу роль другого плану.
У пародійній пісні «The Saga Begins», опублікованій приблизно через місяць після виходу фільму «Зоряні війни: Епізод I — Привидна загроза», «Wird Al» Янкович співає гумористичний короткий зміст сюжету цього фільму з точки зору Обі-Вана, щоб мелодію пісні «American Pie».
У 2003 році Американський інститут кіно вибрав Обі-Вана Кенобі 37-м найкращим кіногероєм усіх часів. Він також був внесений до списку IGN як третій найкращий персонаж Зоряних воєн, а також один з улюблених героїв усіх часів UGO Networks.
У 2004 році Рада ґміни Любич у Польщі ухвалила резолюцію, яка дала назву «Обі-Ван Кенобі» одній з вулиць у Грабовці, невеликому селі поблизу Торуня. Вулиця отримала назву в 2005 році. Назву вулиці Обі-Вана Кенобієго пишеться родовий відмін іменника в польській мові: (вулиця) Обі-Вана Кенобі.
Карикатурист Ґардіан Стів Белл зобразив Джеремі Корбіна, колишнього лідера Британської Лейбористської партії, як Обі-Вана Кенобі.
Портрети Юена Мак-Ґреґора в ролі Кенобі плутали через те, що вони портрети Ісуса.
Багато шанувальників закликали до офіційного дня Обі-Вана Кенобі, хоча франшиза «Зоряні війни» чи програма Google Calendar не зробили жодних дій. Рекомендовані дати: 5 лютого (5.2) та шістнадцяте червня (16.6)